# Dominique Dubourg
Pas d'image ? Cliquez ici
Dominique Dubourg, né le 7 septembre 1959, est un ancien pilote automobile français d'autocross. 

## Biographie
Champion d'Europe d'Autocross en 1992, il prend la tête de la commission autocross et sprint car à la FFSA, puis la commission rallycross en 2011.
Gestionnaire d'entreprise liée au monde de l'automobile , il possède sa propre écurie, le DA Racing, notamment engagée sur le Trophée Andros (vainqueur en 2016) et en Rallycross (Championnat de France, Championnat d'Europe et Championnat du Monde).

## Palmarès
- Champion d'Europe D3, en 1992 sur Gembo Porsche.
- Champion de France D3, en 1983 sur Fouquet Renault.
  - 3e du championnat d'Europe D3 en 1988.